# Slaughterhouse on the Prairie
Slaughterhouse on the Prairie es el vigésimo quinto álbum del guitarrista Buckethead. El álbum contiene las canciones "LeBron" y "LeBron's Hammer" ambas dedicadas al jugador de baloncesto LeBron James en su cumpleaños 24. Las canciones fueron regaladas el 30 de diciembre de 2008 en su página web junto a la canción "King James" del álbum Crime Slunk Scene también dedicada a él. El álbum también incluye otra canción relacionada con el baloncesto, llamada "Iceman" dedicada a George Gervin, otro jugador de baloncesto.
El álbum incluye la canción "Rack Maintenance Part 2" que es la segunda parte de la canción "Rack Maintenance" que se encuentra en el álbum Kaleidoscalp del 2005. La canción "Collecting Specimens" está bajo otro título en la información de la canción dentro del álbum, ahí se llama "Home for the Hemorrhage".
El título del álbum podría referirse a un episodio de la serie Pollo Robot o de la serie de televisión La casa en la Pradera.

## Canciones
1. "LeBron" - 4:33
2. "LeBron's Hammer" - 3:43
3. "Blood Bayou" - 2:57
4. "Iceman" (Tribute to George Gervin) - 2:05
5. "Don't Use Roosts If You Raise Broilers" - 3:28
6. "Robot Checkerboard" - 4:28
7. "Premonition" - 2:42
8. "Crouching Stump Hidden Limb" - 3:08
9. "Goat Host" - 2:35
10. "The Stretching Room" - 3:11
11. "Pumpkin Pike" - 2:51
12. "Collecting Specimens" (Home for the Hemorrhage) - 2:46
13. "Rack Maintenance Part 2" - 3:23